# Чемпіонат світу з біатлону 2012 — естафета 4×7,5 км, чоловіки
Чоловіча естафета чемпіонату світу з біатлону 2012 відбулася 9 березня 2012 року у Рупольдингу. Участь в гонці взяли 29 країн-учасниць.

## Результати
| Місце | Біб | Команда                                                                          | Час                                       | Промахи(Л+С)                             | Програш |
| ----- | --- | -------------------------------------------------------------------------------- | ----------------------------------------- | ---------------------------------------- | ------- |
| 1     | 5   | Норвегія Уле-Ейнар Б'єрндален Руне Братсвеен Тар'єй Бо Еміль Хегле Свендсен      | 1:17:26.8 20:13.5 19:19.5 19:02.4 18:51.4 | 0+1 1+6 0+0 1+3 0+0 0+2 0+1 0+1 0+0 0+0  |         |
| 2     | 2   | Франція Жан-Гійом Беатрікс Сімон Фуркад Алексі Беф Мартен Фуркад                 | 1:17:56.5 19:23.4 19:35.1 19:18.1 19:39.9 | 0+5 0+5 0+1 0+1 0+1 0+0 0+2 0+3          | +29.7   |
| 3     | 3   | Німеччина Сімон Шемпп Андреас Бірнбахер Міхаель Грайс Арнд Пайффер               | 1:18:19.8 19:33.6 19:35.8 19:34.0 19:36.4 | 0+4 0+6 0+0 0+1 0+1 0+3 0+2 0+0 0+1 0+2  | +53.0   |
| 4     | 7   | Італія Крістіан Де Лоренці Маркус Віндіш Домінік Віндіш Лукас Хофер              | 1:18:55.7 20:08.6 19:25.1 19:54.3 19:27.7 | 0+5 0+5 0+2 0+1 0+1 0+2 0+2 0+1 0+0 0+1  | +1:28.9 |
| 5     | 6   | Австрія Сімон Едер Крістоф Зуманн Даніель Мезотіч Домінік Ландертінгер           | 1:19:05.7 19:48.8 19:57.9 19:19.0 20:00.0 | 0+1 0+2 0+0 0+0 0+1 0+0 0+0 0+0 0+0 0+2  | +1:38.9 |
| 6     | 1   | Росія Антон Шипулін Андрій Маковєєв Євгеній Гаранічев Дмитро Малишко             | 1:19:10.9 19:21.9 19:37.2 20:18.0 19:53.8 | 0+7 1+5 0+1 0+1 0+2 1+3 0+3 0+0          | +1:44.1 |
| 7     | 13  | Швейцарія Іван Жольє Беньямін Веґер Клаудіо Бйоклі Сімон Халленбартер            | 1:19:27.2 20:13.2 19:19.4 20:18.9 19:35.7 | 0+7 0+6 0+2 0+2 0+2 0+0 0+3 0+3 0+0 0+1  | +2:00.4 |
| 8     | 10  | Україна Сергій Семенов Сергій Седнєв Артем Прима Андрій Дериземля                | 1:19:53.6 19:23.1 20:11.1 20:18.1 20:01.3 | 0+2 0+7 0+0 0+0 0+0 0+3 0+1 0+2          | +2:26.8 |
| 9     | 11  | Чехія Міхал Шлезінгр Зденек Вітек Ярослав Соукуп Ондрей Моравець                 | 1:20:15.0 19:27.5 21:37.1 19:27.5 19:42.9 | 0+2 3+7 0+1 0+2 0+0 3+3 0+0 0+1 0+1 0+1  | +2:48.2 |
| 10    | 12  | США Ловелл Бейлі Джей Гаккінен Тім Берк Лейф Нордґрен                            | 1:20:32.9 19:35.8 20:37.3 19:59.5 20:20.3 | 0+5 0+9 0+0 0+1 0+3 0+3 0+2 0+2 0+0 0+3  | +3:06.1 |
| 11    | 8   | Білорусь Сергій Новіков Олександр Бабчин Володимир Аленішко Євген Абраменко      | 1:20:36.1 20:13.5 20:13.4 20:10.9 19:58.3 | 0+5 0+4 0+2 0+1 0+0 0+2 0+1 0+0          | +3:09.3 |
| 12    | 15  | Словаччина Душан Сімочко Матей Казар Мартін Отченаш Павол Хурайт                 | 1:20:36.3 19:48.2 19:51.7 20:36.6 20:19.8 | 0+6 0+6 0+1 0+0 0+3 0+2 0+2 0+3 0+0 0+1  | +3:09.5 |
| 13    | 20  | Канада Марк-Андре Бедар Жан-Філіпп Леґеллек Скотт Перрас Натан Сміт              | 1:20:47.2 20:48.9 19:37.5 19:58.1 20:22.7 | 1+6 0+4 1+3 0+1 0+0 0+1 0+2 0+1 0+1 0+1  | +3:20.4 |
| 14    | 9   | Словенія Клемен Бауер Янес Марич Вася Рупнік Петер Докль                         | 1:21:45.9 19:30.7 20:37.9 20:28.2 21:09.1 | 0+5 1+11 0+1 0+2 0+3 0+3 0+1 0+3 0+0 1+3 | +4:19.1 |
| 15    | 24  | Казахстан Олександр Червяков Ян Савицький Сергій Наумик Александр Тріфонов       | 1:22:09.3 20:32.0 19:59.2 20:28.8 21:09.3 | 0+3 0+8 0+1 0+2 0+1 0+1 0+0 0+3 0+1 0+2  | +4:42.5 |
| 16    | 4   | Швеція Тед Армгрен Б'єрн Феррі Карл-Юхан Бергман Фредрик Ліндстрем               | 1:22:16.5 23:22.5 20:10.6 19:18.8 19:24.6 | 2+4 1+5 2+3 1+3 0+1 0+1 0+0 0+0 0+0 0+1  | +4:49.7 |
| 17    | 14  | Болгарія Михаїл Клетчеров Мірослав Кенанов Владімір Ілієв Красімір Анев          | 1:22:40.6 20:14.4 21:21.9 20:49.2 20:15.1 | 0+8 0+5 0+3 0+1 0+1 0+3 0+3 0+1 0+1 0+0  | +5:13.8 |
| 18    | 17  | Естонія Каурі Коів Індрек Тобрелутс Роланд Лессінг Даніл Степценко               | 1:23:41.8 20:25.0 20:45.0 20:00.7 22:31.1 | 0+3 4+6 0+0 0+0 0+0 1+3 0+0 0+0 0+3 3+3  | +6:15.0 |
| 19    | 19  | Латвія Едгарс Піксонс Андрейс Расторгуєвс Артурс Колесніков Роландс Пузуліс      | LAP 20:17.5 20:48.6 22:08.8               | 0+5 1+6 0+1 0+0 0+3 0+3 0+1 1+3 0+0 0+0  |         |
| 20    | 23  | Фінляндія Яркко Кауппінен Тімо Антіла Ахті Тойванен Вілле Сімола                 | LAP 20:36.2 21:56.7 21:04.4               | 2+6 2+11 0+0 1+3 1+3 1+3 1+3 0+2 0+0 0+3 |         |
| 21    | 21  | Литва Томас Каукенас Кароль Домбровські Кароліс Златкаускас Александр Лавринович | LAP 20:25.6 21:12.2 22:12.9               | 0+5 1+7 0+1 0+1 0+0 0+2 0+3 1+3 0+1 0+1  |         |
| 22    | 18  | Польща Кшиштоф Пливачек Томаш Сікора Адам Квак Лукаш Щурек                       | LAP 21:23.4 20:09.9 22:16.2               | 2+6 2+7 1+3 0+1 0+0 0+0 1+3 0+3 0+0 2+3  |         |
| 23    | 16  | Японія Наґаї Дзюндзі Іномата Кадзуя Іса Хіденорі Цунода Рьо                      | LAP 21:46.7 21:12.1 20:27.6               | 2+7 3+9 1+3 1+3 0+0 0+3 0+1 0+0 1+3 2+3  |         |
| 24    | 26  | КНР Чень Хайбінь Лі Чжунхай Жень Лун Чжан Чен'є                                  | LAP 21:32.5 21:35.8 21:47.7               | 0+5 0+9 0+0 0+3 0+2 0+2 0+3 0+1 0+0 0+3  |         |
| 25    | 25  | Сербія Міланко Петрович Дамір Растіч Едін Ходжіч Емір Хркаловіч                  | LAP 21:08.0 21:42.2 22:43.3               | 0+7 0+8 0+2 0+1 0+1 0+3 0+1 0+1 0+3 0+3  |         |
| 26    | 28  | Бельгія Торстен Ланжер Паскаль Ланжер Тьєррі Ланжер Венсан Навої                 | LAP 22:10.6 23:19.5 22:26.5               | 1+6 0+3 0+1 0+0 1+3 0+2 0+1 0+1 0+1 0+0  |         |
| 27    | 27  | Південна Корея Чон Джеок Лі Інбок Кім Йонгу Кім Джонмін                          | LAP 22:16.1 22:18.7 23:03.1               | 3+10 1+7 2+3 0+0 0+2 0+3 0+2 1+3 1+3 0+1 |         |
| 28    | 22  | Велика Британія Лі-Стів Джексон Піт Байєр Марсел Лапондер Бен Вуллі              | LAP 20:53.2 22:49.4 22:12.8               | 0+7 3+7 0+3 0+0 0+1 0+2 0+2 0+2 0+1 3+3  |         |
| 29    | 29  | Хорватія Юріца Веверіч Томіслав Крнковіч Звонімір Тадеєвіч Діно Буткович         | LAP 24:00.9 25:57.4 26:14.6               | 1+5 3+9 0+0 2+3 1+3 1+3 0+1 0+2 0+1 0+1  |         |